# Georges Ier de Saxe-Meiningen
Pour les articles homonymes, voir Georges Ier.
Georges Ier de Saxe-Meiningen, né le 4 février 1761 à Francfort et mort le 24 décembre 1803 à Meiningen, est duc de Saxe-Meiningen de 1782 à 1803.

## Biographie
Georges Ier de Saxe-Meiningen est duc de Saxe-Meiningen de 1782 à 1803. La lignée des Saxe-Meiningen appartient à la troisième branche de la Maison de Wettin, cette lignée appartient à la branche Ernestine fondée par Ernest de Saxe. La lignée des Saxe-Meiningen est toujours existante elle est représentée par le prince Frédéric-Conrad de Saxe-Meiningen.
Fils d'Antoine-Ulrich de Saxe-Meiningen et de Charlotte-Amélie de Hesse-Philippsthal.
Georges Ier de Saxe-Meiningen épousa le 27 novembre 1782 Louise-Éléonore de Hohenlohe-Langenbourg (1763-1837), (fille de Christian-Albert de Hohenlohe-Langenbourg).
Trois enfants sont nés de cette union :
- Adélaïde de Saxe-Meiningen (1792-1849), en 1818 elle épousa Guillaume IV du Royaume-Uni (1765-1837) (postérité)
- Ida de Saxe-Meiningen (1794-1852), en 1816 elle épousa Bernard de Saxe-Weimar-Eisenach (1792-1862) fils cadet du grand duc Charles-Auguste
- Bernard II de Saxe-Meiningen, duc de Saxe-Meiningen.

Georges Ier de Saxe-Meiningen succéda à son frère Auguste Frédéric de Saxe-Meiningen en 1782.